# Reprezentacja Francji w koszykówce mężczyzn
Reprezentacja Francji w koszykówce mężczyzn – drużyna koszykarska, reprezentująca Francję w meczach i sportowych imprezach międzynarodowych. Za jej funkcjonowanie odpowiedzialna jest Fédération française de basket-ball (FFBB).
Największe osiągnięcia francuskiej kadry seniorów to: mistrzostwo Europy 2013, dwukrotne wicemistrzostwo olimpijskie (1948 i 2000) oraz brązowy medal mistrzostw świata 2014.

## Igrzyska Olimpijskie
- 1948 - 2. miejsce
- 1952 - 8. miejsce
- 1956 - 4. miejsce
- 1960 - 10. miejsce
- 1984 - 11. miejsce
- 2000 - 2. miejsce
- 2012 - 6. miejsce
- 2016 - 6. miejsce
- 2020 - 2. miejsce
- 2024 - 2. miejsce

## Mistrzostwa Świata
- 1950 - 6. miejsce
- 1954 - 4. miejsce
- 1963 - 5. miejsce
- 2006 - 5. miejsce
- 2014 - 3. miejsce
- 2019 - 3. miejsce

## Mistrzostwa Europy
- 1935 - 5. miejsce
- 1937 - 3. miejsce
- 1939 - 4. miejsce
- 1946 - 4. miejsce
- 1947 - 5. miejsce
- 1949 - 2. miejsce
- 1951 - 3. miejsce
- 1953 - 3. miejsce
- 1955 - 9. miejsce
- 1957 - 8. miejsce
- 1959 - 3. miejsce
- 1961 - 4. miejsce
- 1963 - 13. miejsce
- 1965 - 9. miejsce
- 1967 - 11. miejsce
- 1971 - 10. miejsce
- 1973 - 10. miejsce
- 1977 - 11. miejsce
- 1979 - 8. miejsce
- 1981 - 8. miejsce
- 1983 - 5. miejsce
- 1985 - 6. miejsce
- 1987 - 9. miejsce
- 1989 - 6. miejsce
- 1991 - 4. miejsce
- 1993 - 7. miejsce
- 1995 - 8. miejsce
- 1997 - 10. miejsce
- 1999 - 4. miejsce
- 2001 - 6. miejsce
- 2003 - 4. miejsce
- 2005 - 3. miejsce
- 2007 - 8. miejsce
- 2009 - 5. miejsce
- 2011 - 2. miejsce
- 2013 - Mistrzostwo
- 2015 - 3. miejsce
- 2017 - 12. miejsce
- 2022 - 2. miejsce